# Marcus Coates
Pour les articles homonymes, voir Coates.
Marcus Coates, né en 1968 à Londres (Royaume-Uni), est un artiste contemporain et ornithologue britannique.
Ses œuvres, y compris des performances et des installations qui ont été répertoriées en tant qu'art vidéo, emploient des rituels chamaniques en communication avec « le monde inférieur », et contrastent les processus naturels et artificiels.

## Biographie
Marcus Coates nait en 1968 à Londres, au Royaume-Uni. Il est diplômé du Kent Institute of Art and Design en 1990 et obtient sa maîtrise à la Royal Academy Schools de Londres en 1993.
Une partie de son travail se concentre sur le logement à Elephant and Castle, dans le sud de Londres, notamment un film (Vision Quest - a Ritual for Elephant & Castle) et une transe sur scène en 2009. En 2013, Coates est présélectionné pour le quatrième socle, œuvre à Trafalgar Square (2015/2016). Sa proposition pour la quatrième commande de socle est de couler et d'installer une réplique du « Eagle Rock » situé à Brimham Rocks dans le Yorkshire, au Royaume-Uni.
Marcus Coates, qui vit à Londres, a beaucoup exposé à l'international depuis 1999, notamment Altermodern, la Tate Triennial et la Kunsthalle de Zurich en 2009 et « Super 8 » au Museu de Arte Moderna de Rio de Janeiro et « Galápagos » au Centro de Arte Moderna à Lisbonne, au Portugal, en 2013.

## Ouvrages
En 2001, Grizedale Arts publie le livre éponyme Marcus Coates, basé sur sa résidence à Grizedale Arts en 1999. Il est suivi par The Trip, publié par Koenig Books et qui documente son installation à la Serpentine Gallery, à Londres en 2011.

## Expositions notables
- 2008 : « Marcus Coates », Kunsthalle Zurich – Parallel Space (exposition et performance)
- 2008 : « Marcus Coates », New Orleans Museum of Art (NOMA)
- 2009 : « The Plover's Wing », Workplace Gallery, Gateshead
- 2009 : « Marcus Coates », Kunsthalle Zurich – Parallel Space (exposition et performance)
- 2009 : « Marcus Coates », Mori Art Museum, Tokyo (performance)
- 2009 : « Altermodern »[4], Tate Britain, London
- 2010 : « Psychopomp », Milton Keynes Gallery
- 2010 : Port Eliot Festival, Cornwall (performance)
- 2010 : « Questions & Answers », Kate MacGarry, London
- 2010 : « Implicit Sound », ESPAI 13, Fundació Joan Miró, Barcelona
- 2011 : « The Trip », Serpentine Gallery, London
- 2011 : « Skills Exchange: Urban Transformation and the Politics of Care, a project for the Process Room at the Serpentine Gallery », London
- 2012 : « Eva International Biennial of Visual Art », Limerick City, Ireland
- 2012 : « Stories from the Lower World », South Alberta Art Gallery, Canada
- 2012 : « Vision Quest: a ritual for Elephant & Castle », Elephant & Castle Shopping Centre, London[2]

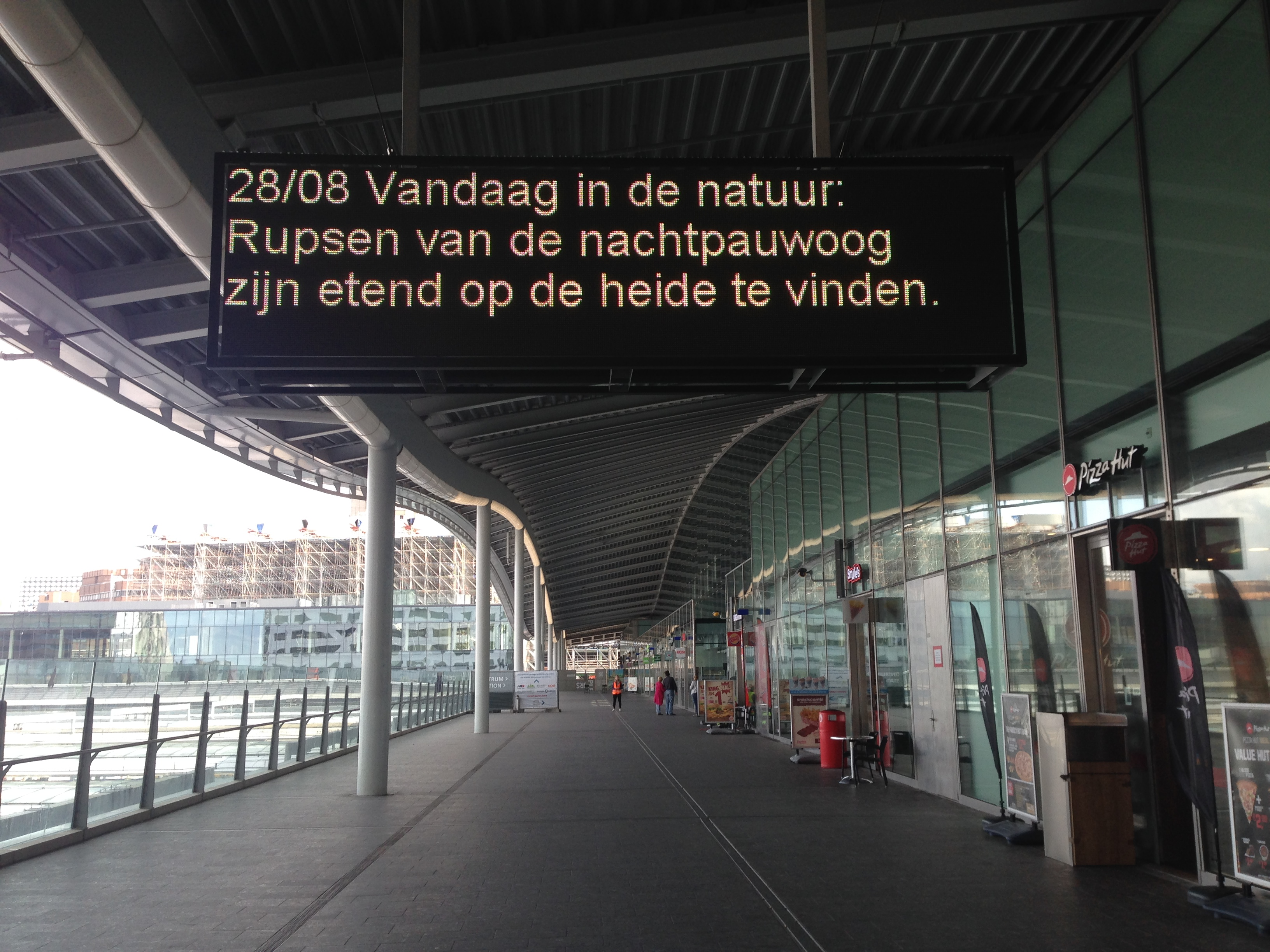
Marcus Coates, Arrivals-departures, art public, gare centrale d'Utrecht, 2016-2017.

- 2012 : « Follow The Voice », Canary Wharf, Screen, London, UK
- 2012 : « Dawn Chorus », Aberystwyth Arts Centre, Wales, UK
- 2012 : « Marcus Coates », Workplace Gallery, Gateshead, UK
- 2012 : « Proxy », Kate MacGarry, London, UK
- 2013 : « Follow the Voice, City in the City », Canary Wharf Screen, Art on the Underground, London.
- 2013 : « Anchorhold – Meetings with Marcus Coates », Hai arts, Island of Hailuoto, Finland
- De mai 2016 à avril 2017, Marcus Coates a présenté à l'extérieur de la gare centrale d'Utrecht son projet d'art public Arrivals-departures[6],[7].